# Hollis Price
Hollis Price (New Orleans, Louisiana, 29. listopada 1979.) je američki profesionalni košarkaš. Igra na poziciji razigravača, a trenutačno je član talijanske Olimpije Milano. 

## Karijera
Od 1999. do 2003. igrao je na sveučilištu u Oklahomi. Sa Soonersima je 2002. stigao do Final-Foura NCAA lige. Prije nego što je 2007. postao članom litavskog Lietuvos Rytasa, igrao je za francuski Le Mans, njemačku ALBU Berlin i španjolsku Cajasol Sevillu. Bio je ključni igrač Lietuvos Rytasa u Euroligi 2007./08., kada je prosječno u 20 odigranih utakmica postizao 16.9 poena i 3.9 asistencija. Sezonu 2008./09. započeo je u dresu ruskog Dinamo Moskva, a prosječno je u Eurokupu postizao 7.7 poena, 3.2 skoka i 4.3 asistencije. Od siječnja 2009. član je talijanskog prvoligaša Olimpia Milano.

## Vanjske poveznice
- Profil na Eurocup
- Profil  Arhivirana inačica izvorne stranice od 25. svibnja 2011. (Wayback Machine) na ACB.com
- Profil  Arhivirana inačica izvorne stranice od 12. srpnja 2009. (Wayback Machine) na Basketpedya.com